# Casino (série télévisée)
Pour les articles homonymes, voir Casino.
Casino est une série télévisée dramatique québécoise en vingt épisodes de 45 minutes, créée par Réjean Tremblay et diffusée entre le 1er mars 2006 et le 22 avril 2008 à la Télévision de Radio-Canada.

## Synopsis
Inspiré d'une histoire vraie[réf. nécessaire], cette série relate l'histoire d'un homme séduisant qui cherche à retourner dans son pays natal, le Canada, et par ce fait même, jouer au casino pour venger son père.

## Distribution
- Guillaume Lemay-Thivierge : Stéphane Dumas
- Raymond Bouchard : Antoine Caron
- Thai-Hoa Le : Kim Dee Nguyen
- Daniel Parent : Marc Roberge
- Kim Lambert : Thi Tram Nguyen
- Karyne Lemieux : Emmanuelle Caron
- Hélène Florent : Emmanuelle Caron (2e saison)
- Marie-Thérèse Fortin : Maria Delucci
- Danielle Proulx : Marianne Dumas
- Pierre Powers : Marcel Rocheleau
- Rose-Maïté Erkoreka : Mélanie Dumas
- Benoît Gouin : Daniel Jaubert
- Ron Lea : Thomas Wilson
- Sylvie Léonard : Louise Turcotte
- Ima : Sandra Johnson
- Geneviève Rioux : Monique
- Sean Lu : An Nguyen
- Catherine Sénart : Josée
- Peter Miller : Tiger
- Alain Nadro : Zachary
- Louise Portal : Charlotte Tremblay

## Fiche technique
- Auteur et producteur adjoint : Réjean Tremblay
- Conseillère à la scénarisation : Myrianne Pavlovic
- Réalisateur : François Gingras
- Première assistante à la réalisation : Catherine Thabourin
- Directeur photo : John Barrett Ashmore
- Photographes : Michel Tremblay et Karine Dufour
- Preneur de son : Donald Cohen
- Concepteur visuel : Sylvain Gingras
- Créatrice des costumes : Louise Despatie
- Chef maquilleuse : Colleen Quinton
- Chef coiffeur : Corald Giroux
- Régisseur d'extérieurs : France Cadieux
- Régisseur de plateau : Ginette Hoyse
- Directeur de la production : Pierre Laberge
- Codirectrice de production : Amélie Vachon
- Directrice de post-production : Caroline Grise
- Monteur : Gaëtan Huot
- Concepteur sonore : Michel Bordeleau
- Musique originale : Guy Dubuc et Marc Lessard
- Productrice déléguée : Sylvie Roy
- Producteur : Luc Wiseman
- Compagnie de production : Avanti Cine Video

## Personnages
- Stéphane Dumas : âgé de 28 ans, Stéphane est un pianiste de jazz et aussi l'ami d'enfance de Kim Dee. Après avoir été injustement emprisonné au Venezuela, il revient au Canada venger la mort de son père, un comptable ayant travaillé pour An Nguyen (le père de Kim Dee) et un joueur compulsif qui s'est suicidé dans le stationnement d'un casino, ainsi que les malheurs qui frappe sa famille.

- Antoine Caron : en plus d'avoir vu sa femme le quitter il y a quelques années, cet ancien agent de la Gendarmerie royale du Canada (GRC) âgé dans la cinquantaine est le chef de la sécurité au casino et même s'il fait son travail avec professionnalisme, il demeure conscient que le casino rapporte de l'argent à l'État. De plus, Antoine Caron est aussi le père d'Emanuelle Caron, une jeune femme travaillant dans le domaine de la médecine.

- Kim Dee Nguyen : étant du même âge que Stéphane, Kim Dee est l'ami d'enfance de Stéphane. Malgré cela, Kim Dee trahit Stéphane lors d'un voyage au Venezuela. Alors qu'il subit les pressions de la communauté vietnamienne, Kim Dee tente de se lancer dans les affaires de son père, mais le trafic de cocaïne lui causera des problèmes autant avec sa famille qu'avec le réseau criminel auquel il sera associé. De plus, Kim Dee a profité de l'absence de deux ans de Stéphane au Canada pour devenir l'amant de Sandra Johnson.

- Marc Roberge : ce jeune homme, très doué dans les statistiques et l'informatique, est le meilleur croupier du casino et c'est pour cette raison qu'il sera muté par Antoine Caron, le chef de la sécurité au casino, dans la salle des grosses mises. Il est aussi quelqu'un qui appréciait énormément le groupe musical que Stéphane Dumas, le héros de la télésérie, avait formé. Toutefois, au-delà de son identité de croupier, il cache des objectifs, relevant de ses intérêts personnels et professionnels, qui ne sont pas très clairs.

- Thi Tram Nguyen : cette femme brillante est la jeune sœur de Kim Dee et elle est follement amoureuse de Stéphane depuis son adolescence. De plus, elle se sent beaucoup plus Québécoise que Vietnamienne. Ceci étant dit, Thi Tram ne se considère aucunement comme une Vietnamienne, mais dans son foyer familial, elle agit comme une Vietnamienne parce qu'elle ne tient pas à décevoir ses parents. Finalement, Thi Tram étudie en administration à l'université puisque son père tient plus à la voir occuper la présidence de la pharmacie familiale plutôt que Kim Dee.

- Emmanuelle Caron : médecin d'urgence de son état, Emanuelle est la jeune fille d'Antoine Caron, le chef de sécurité du casino.

- Maria Delucci : cette femme célibataire est une psychologue dotée d'un mandat qui consiste à aider les joueurs en détresse, mais Maria a souvent l'impression que l'aide devrait déborder des cadres du casino.

- Marianne Dumas : cette femme, qui a autrefois été une enseignante, est la mère de Stéphane et Mélanie. Après la mort de son mari, elle laisse derrière elle sa carrière d'enseignante. Cultivée et férue de musique classique, elle œuvre avec Marcel, un homme qu'elle aime, dans le restaurant de celui-ci.

- Marcel Rocheleau : il est le propriétaire d'un restaurant et il aime en secret Marianne, la mère de Stéphane et Mélanie.

- Mélanie Dumas : Mélanie est la sœur de Stéphane. Elle est interne au même hôpital qu'Emmanuelle Caron qui est son modèle.

- Thomas Wilson : c'est le bras droit d'Antoine Caron dans la gestion de la sécurité du casino. Ayant déjà travaillé dans un casino à Las Vegas, il pense que les méthodes imposées par un casino géré par l'État sont faibles. Il est le genre d'homme qui préfère voir les tricheurs se trouver « dans le stationnement avec un bras cassé ». Thomas Wilson est aussi un homme qui peut parfois avoir un caractère très froid et dur.

- Louise Turcotte : elle est la directrice générale du casino et elle a de moins en moins envie de travailler parce qu'elle est convaincue que le casino ruine sa vie. S'ajoutent à cette conviction ses soupçons envers son mari.

- Sandra Johnson : elle a déjà formé un groupe musical spécialisé dans le jazz avec Stéphane Dumas et le père de celui-ci. Sandra fut l'amoureuse de Stéphane pendant quelques mois, mais en apprenant l'emprisonnement au Venezuela de son amant, Sandra se tourne vers Kim Dee Nguyen. Sandra a de la difficulté à vivre avec le retour de Stéphane, car elle regarde celui-ci d'une manière relativement négative. Finalement, elle chante du jazz et des standards au club du casino.

- Monique : cette femme âgée dans la quarantaine est mère de deux enfants et épouse d'un avocat. Elle est très dépendante au jeu et Maria fera tout pour l'aider.

- An Nguyen : d'origine vietnamienne, il est le père de Kim Dee et de Thi Tram. En raison du poids des traditions qui pèse sur lui, An Nguyen est très attaché au sens de l'honneur et ses relations avec son fils Kim Dee sont très tendue. En plus, il ne cache aucunement son attachement envers son pays d'origine, c'est-à-dire le Viêt Nam, car il est fermement convaincu que la moindre gaffe qu'il fait dans son commerce peut le discréditer auprès de « tous les Vietnamiens du Canada. » Il est le dirigeant d'une pharmacie, mais il se trouve dans l'obligation de donner le rôle de président de sa pharmacie soit à Kim Dee, son fils, ou a sa fille Thi Tram.

- Josée : c'est la personne qui est chargée du marketing et des communications du casino. Malgré les différences d'âge, elle est attirée par Antoine. Elle est célibataire.

- Tiger : il est le spécialiste de la sécurité sur le plancher au casino. Son vrai nom est Jeff Gabriel.

- Zachary : un Noir très imposant qui baragouine le français avec un accent, protège Stéphane lors de son emprisonnement au Venezuela. Entré illégalement au Canada, il vient réclamer son dû auprès de ce dernier.
- Charlotte : Honnête travailleuse dans la cinquantaine, Charlotte vit pauvrement avec sa fille de 24 ans, Manon (Bianca Gervais). Sa vie change en mieux, mais aussi en pire lorsqu’elle remporte 1,3 million de dollars au casino.

## Épisodes

### Saison 1 (2006)

#### Épisode 1
- Numéro(s) : 1 (1.1)
- Diffusion(s) : 
  -  Québec : 1er mars 2006
- Résumé : Stéphane Dumas croupit dans une prison du Venezuela pour un crime qu’il n’a pas commis. Pendant son absence, son père se suicide dans un stationnement du casino. Retrouvant sa liberté, Stéphane revient à Montréal avec la vengeance au cœur…

#### Épisode 2
- Numéro(s) : 1 (1.2)
- Diffusion(s) : 
  -  Québec : 8 mars 2006
- Résumé : Stéphane retrouve Kim Dee Nguyen, son ami d’enfance qui l’a trahi au Venezuela. Il revoit aussi Thi-Tram Nguyen, la jeune sœur de Kim Dee, qui lui avoue son amour. Pendant ce temps, Antoine Caron, le patron de la sécurité du casino, s’inquiète…

#### Épisode 3
- Numéro(s) : 1 (1.3)
- Diffusion(s) : 
  -  Québec : 15 mars 2006
- Résumé : Stéphane se retrouve à l’urgence où une jeune médecin le soigne. Que veut donc Marc Roberge, ce croupier pas comme les autres? Emmanuelle Caron est-elle en danger quand elle fréquente le casino Mont-Royal? La pauvre Monique est désespérée. Véritable droguée du jeu, elle envisage le pire…

#### Épisode 4
- Numéro(s) : 1 (1.4)
- Diffusion(s) : 
  -  Québec : 22 mars 2006
- Résumé : Stéphane et Marc sont prêts à entreprendre la grande arnaque contre le casino. Mais les choses se passeront-elles comme prévu? Pendant ce temps, Kim Dee ne cesse de courir des risques et entraîne Sandra (Ima) dans ses combines.

#### Épisode 5
- Numéro(s) : 1 (1.5)
- Diffusion(s) : 
  -  Québec : 29 mars 2006
- Résumé : Quelles sont les chances réelles de la pauvre Monique de s'en sortir? Et Stéphane Dumas a-t-il pu berner le casino? Pendant ce temps, l'honneur de la famille Nguyen pèse lourd sur les épaules de Kim Dee.

#### Épisode 6
- Numéro(s) : 1 (1.6)
- Diffusion(s) : 
  -  Québec : 5 avril 2006
- Résumé : Antoine Caron est hanté par les gains de Stéphane. Pendant ce temps, le casino se retrouve dans un état de crise. Comment gérer l'agression subie par Luce, la croupière? Et quel jeu joue donc Marc Roberge en faisant des approches auprès de Kim Dee.

#### Épisode 7
- Numéro(s) : 1 (1.7)
- Diffusion(s) : 
  -  Québec : 12 avril 2006
- Résumé : La proposition d'Antoine Caron cache-t-elle un piège? Stéphane devra-t-il briser un cœur pour en conquérir un autre? La partie d'échecs que joue Marc Roberge implique maintenant Kim Dee. Qu'est-il arrivé à André Couture, cette grande gueule de la radio, pour qu'il devienne si docile?

#### Épisode 8
- Numéro(s) : 1 (1.8)
- Diffusion(s) : 
  -  Québec : 19 avril 2006
- Résumé : La pauvre Monique déchire le voile sur son secret. Pendant que Stéphane passe du temps au Casino, Marc Roberge rend visite à Sandra. Mais Kim Dee rôde... Se pourrait-il qu'un étau commence à serrer Kim Dee et les motards?

#### Épisode 9
- Numéro(s) : 1 (1.9)
- Diffusion(s) : 
  -  Québec : 26 avril 2006
- Résumé : Antoine Caron ne sait pas trop comment réagir aux amours d’Emmanuelle et de Stéphane. Marc Roberge est de plus en plus proche de Sandra. Que veut-il vraiment? Kim Dee et sa bande de motards sont sur le point de vivre leur minute de gloire. Mais que fait donc Marc Roberge?

#### Épisode 10
- Numéro(s) : 1 (1.10)
- Diffusion(s) : 
  -  Québec : 3 mai 2006
- Résumé : L'univers de Kim Dee s'écroule. Après avoir subi une raclée en prison, pourra-t-il survivre au déshonneur? Stéphane et Antoine jouent la plus grosse partie de leur vie. Stéphane va-t-il encore tricher?

### Saison 2 (2008)

#### Épisode 1
- Numéro(s) : 2 (2.1)
- Diffusion(s) : 
  -  Québec : 19 février 2008
- Résumé : Maintenant directeur général du casino, Antoine Caron fait à Stéphane une offre qu’il ne peut refuser. Médecin dans un quartier pauvre et violent, Emmanuelle, la blonde de Stéphane, constate son impuissance lorsque la police lui demande d’identifier un cadavre. Sandra et Kim Dee reçoivent tour à tour la visite de Marc Roberge. Les motifs de l’agent double qui a mis leur vie en péril sont-ils aussi louables qu’il l’affirme? La vie d’une femme issue d’un milieu défavorisé prend une nouvelle tangente lorsqu’elle remporte un gros lot de 1,3 million de dollars au casino.

#### Épisode 2
- Numéro(s) : 2 (2.2)
- Diffusion(s) : 
  -  Québec : 26 février 2008
- Résumé : Tiger retourne sur sa réserve natale où le chef de bande lui fait part des ambitions qu'il caresse pour lui et pour sa communauté. Poussée à la dépense par sa fille, menacée par son amie, la nouvelle millionnaire est loin d'avoir gagné la tranquillité. Kim Dee choisira-t-il d'éviter la prison au péril de sa vie? Et Antoine acceptera-t-il le mandat de mener à terme l'implantation d'un nouveau casino même si l'opinion publique s'y oppose? Pendant que chacun fait face à ses dilemmes, une deuxième femme est retrouvée sans vie.

#### Épisode 3
- Numéro(s) : 2 (2.3)
- Diffusion(s) : 
  -  Québec : 4 mars 2008
- Résumé : Monique tente d’éviter qu’un joueur désespéré se suicide au moment où Antoine commence à mesurer l’ampleur des intérêts que cache le déménagement du casino. En pleine campagne de relations publiques, il fait tout pour qu’on ne relie pas le meurtre d’une employée à l’institution. Le tueur court toujours et Emmanuelle fait une découverte qui laisse craindre le pire pour une de ses proches. À la sécurité, Tiger est confronté aux Fighters qui ont leur propre vision de l’avenir de la réserve.

#### Épisode 4
- Numéro(s) : 2 (2.4)
- Diffusion(s) : 
  -  Québec : 11 mars 2008
- Résumé : Les jours passent et on craint le pire pour Mélanie dont on est toujours sans nouvelles. Malgré l'angoisse qui règne, Antoine amorce sa campagne médiatique pour le nouveau casino, provoquant la colère de Monique qui jure d'empêcher la réalisation du projet. Manon perd de l'influence sur sa mère au profit de Monsieur Samanhri qui offre à la nouvelle millionnaire réconfort et conseils. Un nouveau drame dirige l'enquête du détective Maréchal vers le casino Mont-Royal.

#### Épisode 5
- Numéro(s) : 2 (2.5)
- Diffusion(s) : 
  -  Québec : 18 mars 2008
- Résumé : Courtisé avec des offres plus ou moins louches pour le choix d'emplacement du nouvel établissement, Antoine sent la situation lui échapper. Déjà dans la mire des policiers qui enquêtent sur l'affaire de meurtres et de disparitions, le casino est pris en otage par Raymond qui, désespéré, s'est transformé en bombe humaine. Voulant retrouver sa sœur, Stéphane fait appel au chef des motards. Ce dernier lui donne le choix : Mélanie ou Kim Dee.

#### Épisode 6
- Numéro(s) : 2 (2.6)
- Diffusion(s) : 
  -  Québec : 25 mars 2008
- Résumé : La déposition de Mélanie et l'assassinat d'une cliente du casino continuent de faire peser les soupçons sur ceux qui fréquentent l’établissement. Pour faire diversion, on annonce la tenue d'un premier tournoi de poker professionnel. Stéphane a l'intention d'y participer malgré les appréhensions de sa mère. Menée par Monique, la Coalition contre le gambling s'organise et prépare une guérilla médiatique.

#### Épisode 7
- Numéro(s) : 2 (2.7)
- Diffusion(s) : 
  -  Québec : 1er avril 2008
- Résumé : Jalouse de M. Samanhri, Manon va trop loin et donne à sa mère la force de la mettre à la porte. Les meurtres reliés au casino font réagir les hautes instances de la police. Pressé de faire avancer l'enquête, le détective Maréchal arrête un premier suspect. La guerre qui oppose Antoine et la Coalition contre le gambling vole de plus en plus bas et Monique voit sa vie privée étalée dans le journal. Pendant que Stéphane commence à mentir pour jouer, Tiger est confronté par sa femme qui veut connaître la vérité sur ses absences.

#### Épisode 8
- Numéro(s) : 2 (2.8)
- Diffusion(s) : 
  -  Québec : 8 avril 2008
- Résumé : Antoine reçoit une offre alléchante qui va de pair avec l'implantation du nouveau casino. Résistera-t-il à un autre un pot de vin? Aussi, il doute de l'intégrité de Tiger, à qui il demande des comptes sur les liens qu'il entretient avec sa communauté. Dans la mire des policiers, M. Samanhri retrouve sa liberté, mais pour combien de temps? Pendant que Stéphane s'enlise devant une machine de vidéopoker, un homme cagoulé traque Emmanuelle. Plusieurs vies se jouent, dont celle de Kim Dee.

#### Épisode 9
- Numéro(s) : 2 (2.9)
- Diffusion(s) : 
  -  Québec : 15 avril 2008
- Résumé : Le problème de jeu de Stéphane éclate au grand jour et chacun tente d'intervenir. Antoine opte pour un traitement-choc. Tout s'écroule dans la vie de Tiger. Sa femme menace de le priver de son fils et Isabelle, celle pour qui il a tout abandonné, le quitte sans donner d'explication. Sa décision a-t-elle un lien avec Marc Roberge? Sandra a-t-elle raison de douter une fois de plus des intentions du mystérieux agent double? Pendant que chacun fait face à ses drames, le meurtrier se dévoile peu à peu et prépare un ultime enlèvement.

#### Épisode 10
- Numéro(s) : 2 (2.10)
- Diffusion(s) : 
  -  Québec : 22 avril 2008
- Résumé : La disparition soudaine de Marianne permet au casse-tête de se mettre en place et dirige l'enquête policière vers Jaubert, le directeur de la sécurité du casino. Tous les efforts convergent pour comprendre l'horrible mission dont le tueur se sent investi et surtout, pour le retrouver avant qu'il n'accomplisse un ultime meurtre. Parallèlement, le mandat que menait Marc Roberge trouve son dénouement sur la réserve de Kanametoka, influençant le destin d'Isabelle et de Tiger.

## Commentaires
- L'auteur de cette série, Réjean Tremblay, est un homme connu pour ses chroniques sportives dans le journal La Presse ainsi que pour des téléséries telles que Lance et compte et Scoop.

- Guillaume Lemay-Thivierge interprète son premier rôle principal à la télévision et la chanteuse Ima, quant à elle, son premier grand rôle dramatique.

- Le décor du casino a été construit dans le Forum de Montréal, l'ancien aréna dans lequel jouaient les Canadiens de Montréal, une équipe de la Ligue nationale de hockey (LNH) qui a remporté 24 Coupes Stanley.